# Мартин середземноморський
Мартин середземноморський (Ichthyaetus melanocephalus) — птах родини мартинових (Laridae). В Україні гніздовий, перелітний, зрідка зимуючий. В Україні, на чорноморському узбережжі, зосереджена основна частина світової популяції виду.

## Зауваження щодо систематики
Монотиповий вид. Відомі випадки гібридизації із звичайним мартином. До недавнього часу відносили до роду Мартин (Larus), проте в останніх зведеннях вид виділяють до роду Ichthyaetus.

## Опис

### Морфологічні ознаки

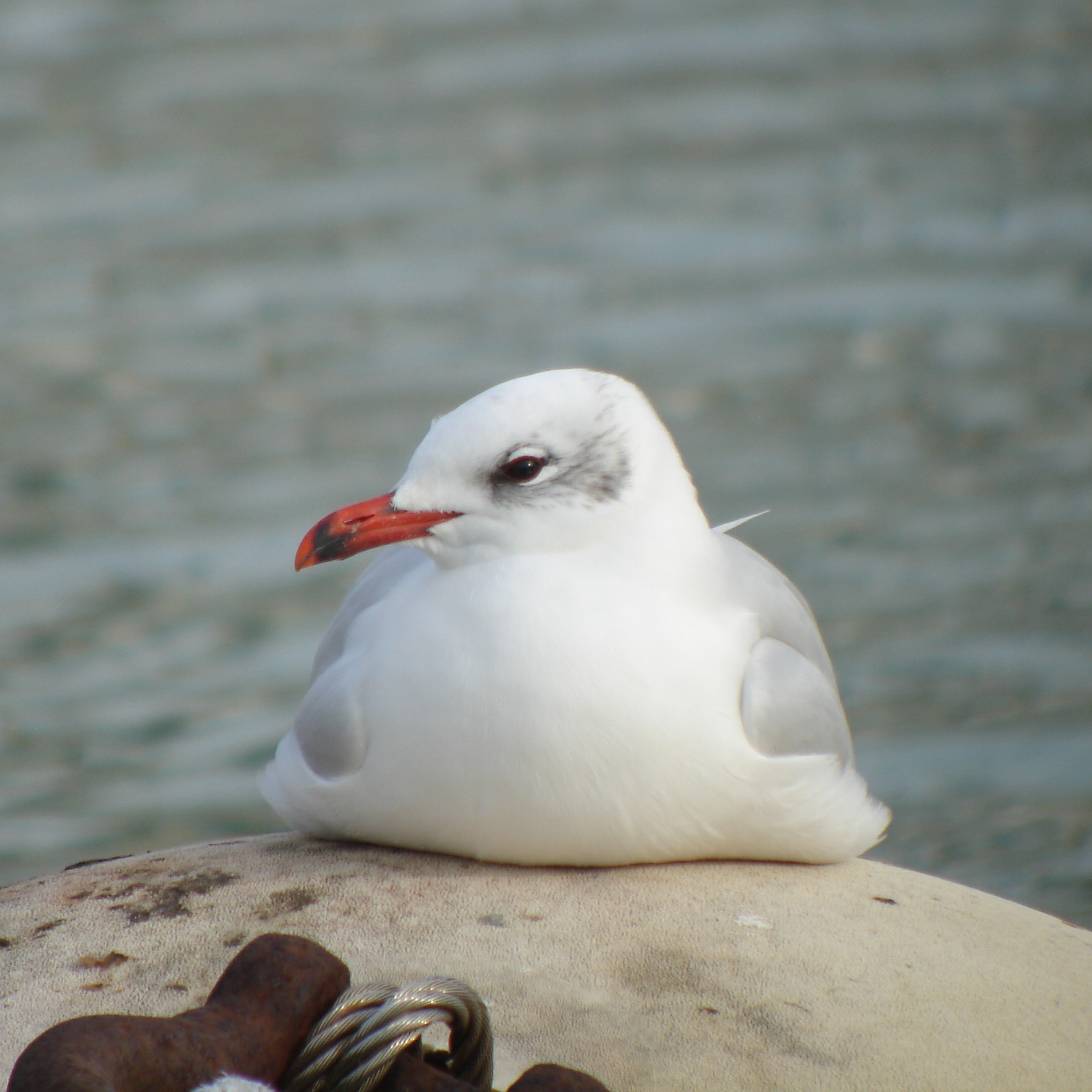
Мартин середземноморський у зимовому вбранні

Мартин із темною головою, середнього розміру, приблизно з сивого мартина. Маса тіла до 350 г, довжина тіла 36—38 см, розмах крил 98—105 см. У дорослого птаха в шлюбному вбранні голова чорна; спина і верхні покривні пера крил сірі; решта оперення біла; навколоочне кільце червоне, окреслене зверху і знизу білим; дзьоб яскраво-червоний, часто з чорною смугою біля кінця; ноги червоні; райдужна оболонка ока темно-коричнева; у позашлюбному оперенні голова біла, з темними плямами за очима і на тім'ї. Молодий птах зверху сірувато-бурий, пера зі світлою облямівкою; верхні великі покривні пера другорядних махових світло-сірі; боки вола буруваті; крайні першорядні махові пера чорно-бурі, інші махові пера сірувато-білі, з темною верхівкою; на кінці білого хвоста чорно-бура смуга; дзьоб темно-бурий; ноги бурі; навколоочного кільця нема; взимку першого року життя спина і плечі сірі.
Дорослий середземноморський мартин від дорослого звичайного мартина відрізняється відсутністю чорного кольору на крилах, а у шлюбному оперенні — також чорним кольором голови; молодий птах від молодого звичайного мартина — чорно-бурими зовнішніми першорядними маховими перами.

### Звуки
Видає гугняве «ева», в колонії в разі тривоги подає крик «ка-ка-ка».

## Поширення
У XIX ст. гніздовий ареал виду включав, ймовірно, тільки північне і північно-східне узбережжя Чорного моря та, можливо, Егейське море. Із середини XX ст. невеликі колонії почали з'являтись на узбережжі Північного і Балтійського морів, а також на внутрішніх водоймах майже всіх країн Західної і Центральної Європи. У 1970-х роках відбувалось також розширення ареалу на схід — середземноморський мартин почав гніздитись вздовж Азовського моря — на Молочному лимані, на Східному Маничі. Мешкає, як правило, на узбережжі, інколи гніздиться в глибині материка. У Південній Європі це звичайний гніздовий вид, у Центральній Європі, навпаки, поширений спорадично. Гніздиться також в південній Англії, Франції, на півночі Німеччини, в Нідерландах, на півночі Польщі, в Латвії, Литві, Туреччині, в Італії, Греції, Хорватії, Сербії. Поза межами Європи зустрічається в Північній Африці, Центральній та Передній Азії та на Аравійському півострові.
В Україні гніздиться в Причорномор'ї та Приазов'ї. Основні колонії розташовані на островах Орлов, Бабин, Смалений та деяких інших Тендрівської затоки. Іноді зимує біля південного узбережжя Криму.
Місця зимівель розташовані переважно в середземноморському регіоні.

## Чисельність
Чисельність в Європі станом на кінець XX ст. оцінена в 120—320 тис. пар, із них більша частина гніздилась в Україні — 100—300 тис. пар. Проте з початку XXI ст. чисельність виду в Україні суттєво скоротилася. У цілому світова популяція виду стабільна.

## Розмноження

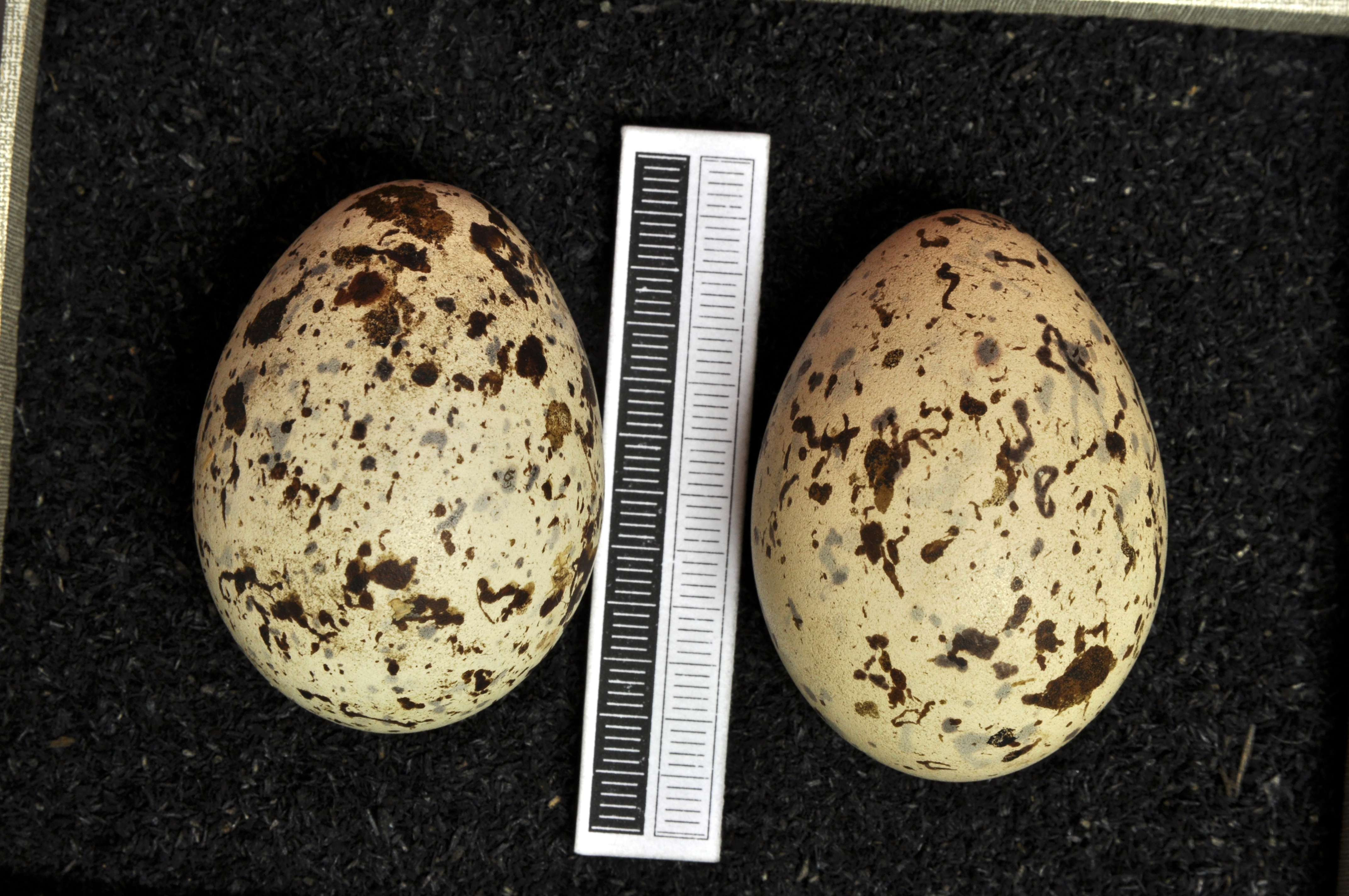
Яйця в оологічній колекції

До розмноження у більшості випадків приступає у віці трьох років. Моногам. На місця розмноження в Тендівській затоці перші птахи прилітають в першій половині березня, інколи наприкінці лютого. Гніздиться колоніями, що нараховують сотні і тисячі пар. Інколи гніздиться окремими парами, але тільки в колоніях з іншими вилами мартинів (звичайний, сивий мартини, річковий крячок та інші). Щільність гніздування висока — відстань між гніздами становить від 0,3 до 1,5 м.
Діаметр гнізд становить 23,5—35 см, лотка — 15,5—20 см, глибина лотка 2,5—6,5 см. Як гніздовий матеріал використовують сухі стебла трави, водорості та пір'я. Відкладання яєць на території України починається у першій половині квітня. У повній кладці 1-4 яйця, частіше 2-3. Середній розмір яєць 54,7×38,0 мм (Костін, 1983). Насиджують обидва партнери. Тривалість інкубації 23—26 днів (Ардамацька, 1977). Пташенят вигодовують обоє батьків, відригуючи їжу з вола. Пташенята починають літати у віці 35—40 днів після вилуплення, в Тендрівській затоці це відбувається у першій декаді липня.
У Тендрівській затоці покидають місця гніздування вже у другій половині серпня.

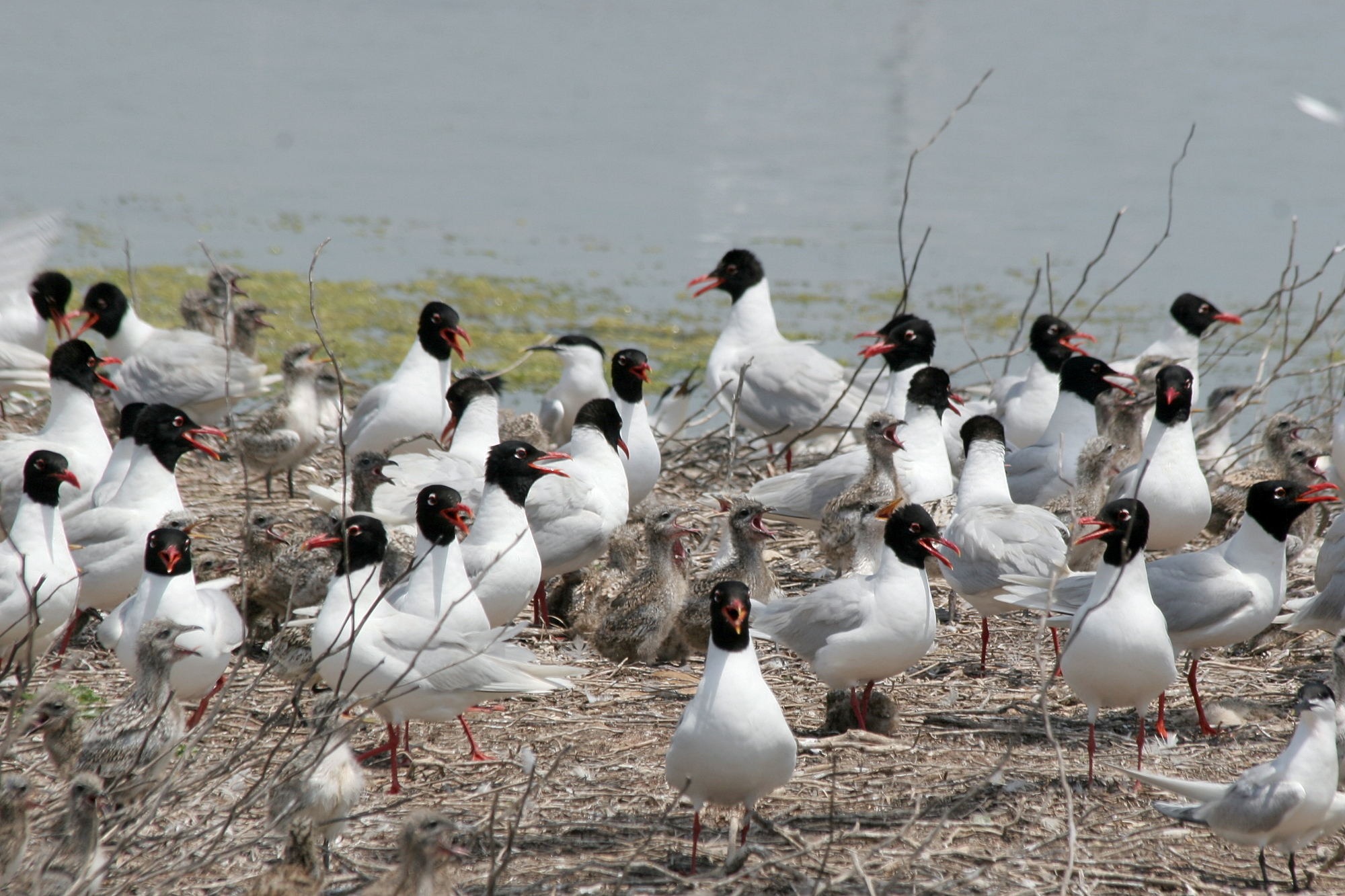
Мартин середземноморський з пташенятами на острові Смалений (Тендрівська затока, Чорноморський біосферний заповідник)

## Живлення
У гніздовий період основними кормовими стаціями є цілинні приморські степи та поля. Головні кормові об'єкти — комахи, зазвичай масові види. Поїдає також дрібних гризунів, яйця і пташенят мартина тонкодзьобого, крячка рябодзьобого та інших птахів; ящірок, зрідка рибу і зерна культурних злаків. Серед комах у районі Тендрівської затоки в раціоні трапляються: лускокрилі (25 %), двокрилі (24 %), перетинчастокрилі (19 %), жуки (16 %), напівтвердокрилі (7 %), прямокрилі (4 %). Поза сезоном розмноження основним кормом є морська риба і молюски, а також відходи риболовного виробництва та харчові відходи. Протягом останніх десятиліть частка кормів антропогенного походження в раціоні зростає.

## Загрози
Середземноморські мартини є дуже чутливими до відвідування гніздових колоній людьми, в результаті чого може гинути до 98 % гнізд. Тому однією з головних загроз є відвідування колоній туристами. Частина кладок може гинути від повеней. Потенційними загрозами є втрата місць існування внаслідок туризму, також забруднення морських екосистем.

## Охорона
Мартин середземноморський охороняється відповідно до Угоди про збереження афро-євразійських мігруючих водно-болотних птахів та Бернської конвенції.